# Фугиу (Бихор)
Фугиу (рум. Fughiu) насеље је у Румунији у округу Бихор у општини Ошорхеј. Oпштина се налази на надморској висини од 141 m.

## Становништво
Према подацима из 2002. године у насељу је живело 988 становника.

### Попис2002.
| Расподела становништва по националности 2002.‍ | Расподела становништва по националности 2002.‍ | Расподела становништва по националности 2002.‍ | Расподела становништва по националности 2002.‍ | Расподела становништва по националности 2002.‍ |
| --------------------------------------------- | --------------------------------------------- | --------------------------------------------- | --------------------------------------------- | --------------------------------------------- |
|                                               |                                               |                                               |                                               |                                               |
| Румуни                                        | Румуни                                        |                                               | 488                                           | 49,4%                                         |
| Мађари                                        | Мађари                                        |                                               | 438                                           | 44,4%                                         |
| Роми                                          | Роми                                          |                                               | 61                                            | 6,2%                                          |